# Cabezas del Villar
Cabezas del Villar település Spanyolországban, Ávila tartományban. Cabezas del Villar Alaraz, San Miguel de Serrezuela, Pascualcobo, Bonilla de la Sierra, Malpartida, Salmoral, Mancera de Arriba, Gallegos de Sobrinos, San García de Ingelmos, Hurtumpascual és Vadillo de la Sierra községekkel határos. Lakosainak száma 224 fő (2024).

## Népesség
A település népessége az utóbbi években az alábbiak szerint változott:
| Lakosok száma | 476  | 423  | 399  | 359  | 329  | 271  | 283  | 260  | 257  | 224  |
|               | 2001 | 2004 | 2006 | 2009 | 2011 | 2014 | 2016 | 2019 | 2021 | 2024 |